# Соло-гитара
Соло-гитара (англ. Solo guitar или англ. Lead guitar) — одна из двух основных функций гитары в ансамбле для исполнения мелодических линий и гитарных соло. Соло-гитара используется в нескольких направлениях. Первое — обыгрывать основную мелодию (куплеты, риффы), делая игру более мелодичной и красивой. Второе — играть основную мелодию для усиления жёсткости и экспрессивности исполнения (часто используется в метал-музыке). Третье — исполнять соло-партии, являющиеся логическим продолжением песни. Благодаря соло-гитаре песня получается выразительной. В поп и рок музыке техника, необходимая для исполнения соло в быстром темпе, называется шред.
С технической стороны гитары не делятся на соло и ритм. Один и тот же инструмент может использоваться для исполнения как ритм, так и соло партий. 